# Abu Bakr al-Baghdadi
Ibrahim Awwad Ibrahim Ali al-Badri al-Samarrai (Samarra, 28 de julho de 1971 - Idlib, 26 de outubro de 2019) (em árabe: ابراهيم عواد ابراهيم علي البدري السامرائي), conhecido anteriormente como Dr. Ibrahim e Abu Dua (أبو دعاء), comumente conhecido pelo nome de guerra Abu Bakr al-Baghdadi (أبو بكر البغدادي), e que tentava se afirmar como um descendente do Profeta Maomé, mais recentemente como Abu Bakr Al-Baghdadi Al-Husayni Al-Qurashi (em árabe: أبو بكر البغدادي الحسيني القرشي) e até recentemente, antes de sua morte, como Miralmuminim Califa Abrahim, (أمير المؤمنين الخليفة إبراهيم) foi um terrorista iraquiano e autointitulado Califa — chefe de estado e monarca absoluto teocrático — da organização fundamentalista chamada Estado Islâmico do Iraque e do Levante (em árabe: الدولة الاسلامية في العراق والشام), que atua primordialmente no oeste do Iraque e nordeste da Síria. Sob seu comando, esse grupo iniciou uma enorme expansão militar na região do Oriente Médio, vindo a influenciar outros grupos extremistas pelo mundo. Seus comandados foram acusados de cometerem diversas atrocidades, como assassinatos em massa, torturas, estupros e saques.
Baghdadi nasceu em Samarra, Iraque e obteve bacharelado em estudos islâmicos no final dos anos 1990. Após a Invasão do Iraque em 2003, ele se juntou a Insurgência iraquiana islamista-salafista e foi brevemente detido pelas forças dos Estados Unidos em 2004. Posteriormente se juntou à Al-Qaeda no Iraque e subiu na hierarquia até ser nomeado líder do grupo em 2010. Na época, a organização tinha mudado o nome para "Estado Islâmico do Iraque". Após a saída dos Estados Unidos do Iraque em 2011, o Estado Islâmico aproveitou para se expandir dentro do país, e com a eclosão da Guerra Civil Síria, aproveitou o vácuo de poder para expandir para o país vizinho. Assim, em 2013 foi declarado a criação do Estado Islâmico do Iraque e do Levante e em 2014, o EIIL quebrou laços com a Al-Qaeda e Abu Bakr al-Baghdadi se declarou Califa de todos os muçulmanos e o Estado Islâmico seu califado.
Em 4 de outubro de 2011, o Departamento de Estado dos Estados Unidos listou al-Baghdadi como um terrorista internacional procurado e anunciou uma recompensa de 10 milhões de dólares por informações que levassem à sua captura ou morte. Em 16 de dezembro de 2016, os EUA aumentaram a recompensa para US$ 25 milhões, mesma recompensa oferecida pelo líder da al-Qaeda, Ayman al-Zawahiri.
Em 26 de outubro de 2019, Abu Bakr al-Baghdadi foi morto na cidade de Barisha, no noroeste da Síria, em uma operação militar conduzida por forças especiais dos Estados Unidos. Ele foi sucedido na posição de líder do Estado Islâmico por Abu Ibrahim al Hashimi al-Qurayshi que, de acordo com o EIIL, seria um "jihadista veterano".

## Antecedentes
Acredita-se que Al-Baghdadi teria nascido em Samarra, no Iraque, em 1971. Os relatórios sugerem que ele era um imame no momento da invasão do Iraque em 2003, liderada pelos Estados Unidos.
Ele tinha um bacharelado em estudos islâmicos pela Universidade Islâmica de Bagdá e conseguiu um mestrado e um PhD em estudos do alcorão, em 1999 e 2007, respectivamente.

## Atividade militante
Após a invasão do Iraque pelos EUA em 2003, al-Baghdadi supostamente levou vários grupos militantes menores, antes de ser promovido a ter um lugar no assento do Conselho Mujahideen Shura e no conselho judicial do Estado Islâmico do Iraque.
De acordo com os registos do Departamento de Defesa dos Estados Unidos, al-Baghdadi foi mantido em Camp Bucca como um "interno civil" pelo exército dos Estados Unidos no Iraque, onde permaneceu por 10 meses, desde o início de fevereiro 2004. Uma "Revisão Combinada e Conselho de Libertação" recomendou a libertação incondicional de al-Baghdadi, embora não haja registo de ela ter ocorrido em qualquer outro momento.

### Como líder doEstado Islâmico do Iraque
O Estado Islâmico do Iraque era uma organização fundamentalista islâmica, que representava a al-Qaeda em território iraquiano. Al-Baghdadi foi anunciado como líder do grupo em 16 de maio de 2010, após a morte de seu antecessor, Abu Omar al-Baghdadi em uma operação no mês anterior.
Como líder da al-Qaeda no Iraque, al-Baghdadi foi responsável pela gestão e pela direção de operações em grande escala, como o ataque à Mesquita de Umm al-Qura, em Bagdá, em 28 de agosto de 2011, que matou o deputado proeminente sunita Khalid al-Fahdawi. Entre março e abril de 2011, a Estado Islâmico reivindicou vinte e três ataques ao sul de Bagdá, os quais foram alegadamente associados ao comando de al-Baghdadi.
Em 2 de maio de 2011, forças especiais dos Estados Unidos atacaram um complexo residencial em Abbottabad, no Paquistão, onde mataram o líder supremo da al-Qaeda, Osama bin Laden. Abu Bakr al-Baghdadi rapidamente divulgou um comunicado elogiando bin Laden e ameaçou uma violenta retaliação em razão de sua morte. Em 5 de maio de 2011, al-Baghdad assumiu a responsabilidade por um ataque em Al-Hillah, que matou 24 policiais e feriu outros 72.
Em 15 de agosto de 2011, uma onda de ataques suicidas do Estado Islâmico tiveram início em Moçul, resultando em 70 mortes. Pouco depois, a al-Qaeda prometeu, em seu site, realizar cem ataques em todo o Iraque, em retaliação à morte de bin Laden. Ele afirmou que essa campanha seria característica de vários métodos de ataque, incluindo incursões, ataques suicidas, bombas de beira de estrada e ataques com armas de pequeno porte, em todas as cidades e áreas rurais do país inteiro.
Em 22 de dezembro de 2011, uma série de ataques com carros-bomba coordenados e bombas caseiras atingiu mais de uma dezena de bairros em Bagdá, matando pelo menos 63 pessoas e ferindo 180; o ataque ocorreu poucos dias depois de os EUA completarem a retirada de suas tropas do país. Em 26 de dezembro, o Estado Islâmico divulgou um comunicado em fóruns jihadistas da internet que davam crédito para a operação, afirmando que os alvos do ataque em Bagdá foram feitos "com explorada e pesquisada precisão" e que as "operações foram distribuídas na sede de segurança, visando às patrulhas militares e aos imundos do Exército al-Dajjal [senhor da guerra xiita Muqtada al-Sadr do Exército Mahd]".
Em 2 de dezembro de 2012, as autoridades iraquianas afirmaram que tinham capturado al-Baghdadi, em Bagdá após uma operação de rastreamento de dois meses. Os oficiais afirmaram que eles tinham também apreendido uma lista contendo os nomes e localizações de outros agentes da Al-Qaeda. No entanto, esta alegação foi rejeitada pelo Estado Islâmico. Em entrevista à Al Jazeera, em 7 de dezembro de 2012, o Ministro Interino do Interior iraquiano disse que o homem preso não era al-Baghdadi, mas, sim, um comandante responsável por uma área que se estende desde os arredores do norte de Bagdá até Taji.

### Como líder doEstado Islâmico do Iraque e do Levante
Al-Baghdadi permaneceu como líder do Estado Islâmico do Iraque até sua expansão formal sobre a Síria em 2013, quando em um comunicado em 8 de abril de 2013, ele anunciou a formação do Estado Islâmico do Iraque e do Levante (EIIL) - alternativamente traduzido do árabe como o Estado Islâmico do Iraque e da Síria (EIIS, ou ISIS em inglês). Como líder do EIIL, al-Baghdadi encarregou-se de executar todas as atividades do grupo no Iraque e na Síria.
Ao anunciar a formação do Estado Islâmico, al-Baghdadi afirmou que a facção jihadista da Guerra Civil Síria, Jabhat al-Nusra - também conhecida como Frente Al-Nusra - tinha sido uma extensão do EIIL na Síria e estava agora mesclada. O líder da Frente al-Nusra, Abu Mohammad al-Jawlani, negou esta fusão dos dois grupos e apelou ao emir Ayman al-Zawahiri da al-Qaeda que emitiu uma declaração ao qual o Estado Islâmico deveria ser abolido e que al-Baghdadi devia limitar as atividades do seu grupo para o Iraque. Al-Baghdadi, no entanto, descartou a decisão de al-Zawahiri e assumiu o controle de um número relatado de 80% dos combatentes estrangeiros da Jabhat al-Nusra. Em janeiro de 2014, o EIIL expulsou a Frente al-Nusra da cidade síria de Raqqa, e nos mesmos confrontos de meses, entre as duas facções na Síria, matou centenas de combatentes e desalojou dezenas de milhares de civis. Em fevereiro de 2014, al-Qaeda desmentiu ter quaisquer relações com o EIIL.
De acordo com várias fontes ocidentais, Abu Bakr al-Baghdadi e o Estado Islâmico do Iraque e da Síria receberam financiamento e recrutaram combatentes através de campanhas de alistamento de cidadãos da Arábia Saudita e do Qatar.

### Califa doEstado Islâmico
Em 29 de junho de 2014, o EIIL anunciou a criação de um califado e al-Baghdadi foi nomeado o seu califa, a ser conhecido como califa Ibrahim, e o Estado Islâmico do Iraque e do Levante foi rebatizado como simplesmente "Estado Islâmico" (EI).
A declaração deste califado foi fortemente criticada por governos do Oriente Médio, por outros grupos jihadistas, e por teólogos e historiadores sunitas. Yusuf al-Qaradawi, um proeminente estudioso, que mora no Qatar, declarou: "[A] declaração emitida pelo Estado Islâmico é nula sob a sharia e tem consequências perigosas para os sunitas no Iraque e para a revolta na Síria", acrescentando que o título de califa "só pode ser conferido por toda a nação muçulmana", e não por um único grupo.
Em 2 de julho de 2014, al-Baghdadi anunciou que o EI iria marchar sobre Roma na sua tentativa de estabelecer um Estado islâmico do Oriente Médio na Europa, dizendo que ele iria conquistar Roma e a Espanha nesse esforço.
Em 5 de julho de 2014, um vídeo foi lançado mostrando al-Baghdadi fazendo aparentemente um discurso na Grande Mesquita de Nuri, em Moçul, no norte do Iraque. Um representante do governo iraquiano negou que o vídeo era de al-Baghdadi, chamando-o de uma "farsa". No entanto, tanto a BBC e a Associated Press citaram autoridades iraquianas não identificadas como tendo dito que o homem no vídeo seria al-Baghdadi. No vídeo, ele declarou-se o líder mundial dos muçulmanos e "Príncipe dos Fiéis" e pediu aos muçulmanos, em todos os lugares, para apoiá-lo. Contudo, poucos muçulmanos ouviram seu chamado e muitos países de maioria islâmica declararam al-Baghdadi e seu EIIL como terroristas. Uma enorme coalizão internacional formada por nações ocidentais (como Estados Unidos, Reino Unido e Austrália) e por países muçulmanos (como Jordânia, Iraque, Emirados Árabes Unidos e Marrocos) iniciou uma enorme campanha militar (travada principalmente por meios aéreos) contra o Estado Islâmico e al-Baghdadi tornou-se um dos terroristas mais procurados do mundo. Apesar do EIIL ter conquistado vários territórios entre 2014 e 2015, o grupo começou a perder terreno no Iraque e na Síria, ao ponto de, no início de 2019, não deterem mais nenhum centro urbano ou grande cidade. Ainda assim, Abu Bakr al-Baghdadi continuou comandando seus seguidores e ordenando que os simpatizantes de sua organização realizassem atentados terroristas pelo Oriente Médio e pelo mundo inteiro (como na Europa, Ásia e África). A retaliação das potências mundiais foi, lentamente, enfraquecendo o poder do Estado Islâmico e a organização perdeu muito de sua influência com o passar do tempo.

## Morte

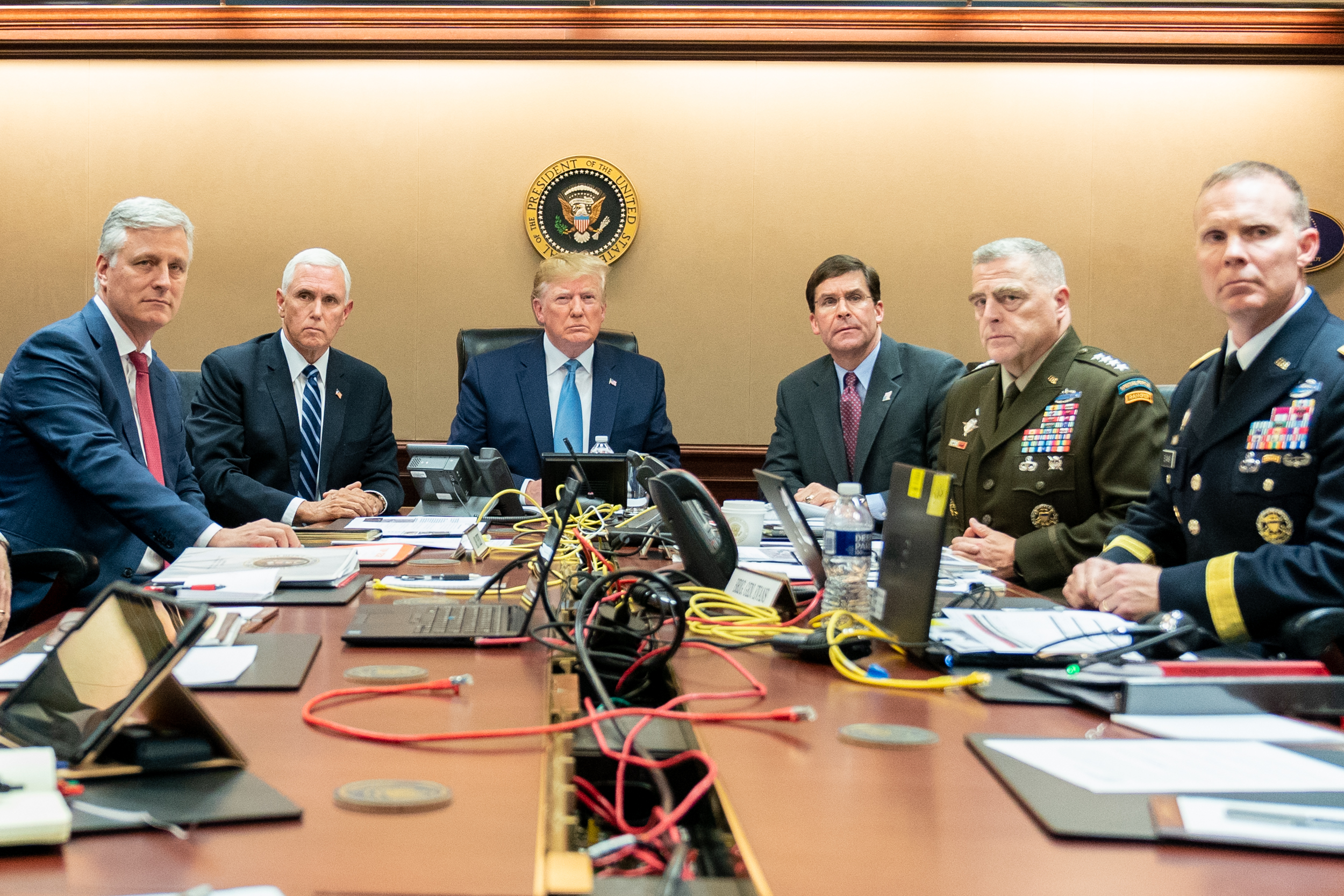
Presidente Trump com os principais funcionários civis e militares na sala de crise da Casa Branca durante a captura de al-Baghdadi.

Entre 2016 e 2018, a morte de al-Baghdadi foi anunciada várias vezes e rumores circularam pela imprensa mundial sobre seu óbito em diversos momentos, apenas para serem desmentidos logo em seguida.
No dia 26 de outubro de 2019, informações começaram a circular que Abu Bakr al-Baghdadi teria sido morto numa operação militar, perto da vila de Barisha, no distrito de Idlib, no noroeste da Síria. No dia seguinte, o governo dos Estados Unidos confirmou a informação, com o presidente Donald Trump afirmando que tropas especiais americanas, após uma longa investigação, conduziram uma operação que resultou na morte do líder do Estado Islâmico. Nenhum militar norte-americano teria sido morto na batalha, mas duas crianças (que segundo informações seriam seus filhos) teriam perdido a vida quando al-Baghdadi detonou um cinturão de explosivos que carregava consigo.
Em 31 de outubro, quatro dias após a confirmação da morte de al-Baghdadi, o Estado Islâmico confirmou a morte do seu líder e anunciou seu sucessor, um homem chamado Abu Ibrahim al Hashimi al-Qurayshi.